# Domenico Giorda
Domenico Luigi Giorda (Castellamonte, 1º gennaio 1894 – Castellamonte, 10 dicembre 1962) è stato un calciatore italiano,  di ruolo centrocampista.

## Caratteristiche tecniche
Giocava come mediano.

## Carriera
Esordisce nel campionato di Prima Categoria 1912-1913 con la maglia del Torino, il 19 gennaio 1913 nella sconfitta per 2-1 sul campo del Piemonte. Con i granata disputa 4 partite di campionato, mentre nel campionato successivo non viene mai impiegato per preparare l'esame di maturità. Tra agosto e settembre 1914 partecipa alla tournèe in Sudamerica, una delle prime compiute da squadre europee, disputando una partita, il 23 agosto 1914 contro il Luzitano.
Di ritorno dalla trasferta sudamericana gioca la sua ultima partita di campionato con il Torino il 4 ottobre 1914 contro la Veloces Biella. Con lo scoppio della Prima Guerra Mondiale viene chiamato al fronte, concludendo la sua carriera calcistica.

## Dopo il ritiro
Al termine del conflitto lavora come agrimensore e in seguito fonda una fornace di laterizi a Castellamonte.